# Lyle Boren
Lyle Hagler Boren, född 11 maj 1909 i Ellis County i Texas, död 2 juli 1992 i Oklahoma City i Oklahoma, var en amerikansk demokratisk politiker. Han var ledamot av USA:s representanthus 1937–1947. Han var far till David L. Boren.
Boren studerade vid East Central College samt Oklahoma Agricultural and Mechanical College och arbetade sedan som lärare. Han var dessutom verksam inom handels- och jordbrukssektorerna. År 1937 efterträdde han Percy Lee Gassaway som kongressledamot och efterträddes 1947 av Glen D. Johnson. Han var med i Kristi församlingar, ett kyrkosamfund där brodern John Darrell Boren var verksam som pastor. Hustrun Christine var aktiv inom metodistkyrkan.
Lyle Boren är känd för att i kraftiga ordalag ha fördömt John Steinbecks roman Vredens druvor som han lät förstå att inte representerade de vanliga invånarna av Oklahoma på ett autentiskt sätt. I januari 1940 höll han ett eldfängt tal inför kongressen  som också publicerades i The Daily Oklahoman där han gick till angrepp mot den berömda romanen. "Today, I stand before this body as the son of a tenant farmer, labeled by John Steinbeck an 'Okie'. For myself, for my dad and my mother, whose hair is silvery in the service of building the state of Oklahoma, I say to you, and to every honest, square-minded reader in America, that the painting Steinbeck made in his book is a lie, a black, infernal creation of a distorted mind." ("I dag står jag här inför detta organ som son till en arrendator, stämplad som 'Okie' av John Steinbeck. För mig själv, för min pappa och min mor, vars hår är silverne i tjänst av byggandet av delstaten Oklahoma, jag säger till er, och till varje ärlig, rättskaffens läsare i Amerika, att målningen som Steinbeck gjorde i sin bok är en lögn, en svart, infernalisk skapelse av ett förvrängt sinne.")